# کامرون (خواننده)
کامرون (انگلیسی: Cam'ron؛ زادهٔ ۴ فوریهٔ ۱۹۷۶) هنرپیشه و خواننده رپ اهل ایالات متحده آمریکا است. وی از سال ۱۹۹۳ میلادی تاکنون مشغول فعالیت بوده‌است.
از فیلم‌ها یا برنامه‌های تلویزیونی که وی در آن نقش داشته‌است می‌توان به مرگ یک سلسله اشاره کرد.